# Hötjärnen (Burträsks socken, Västerbotten, 717883-170355)
Hötjärnen är en sjö i Skellefteå kommun i Västerbotten och ingår i Rickleåns huvudavrinningsområde.